# Museo della Slesia (Katowice)

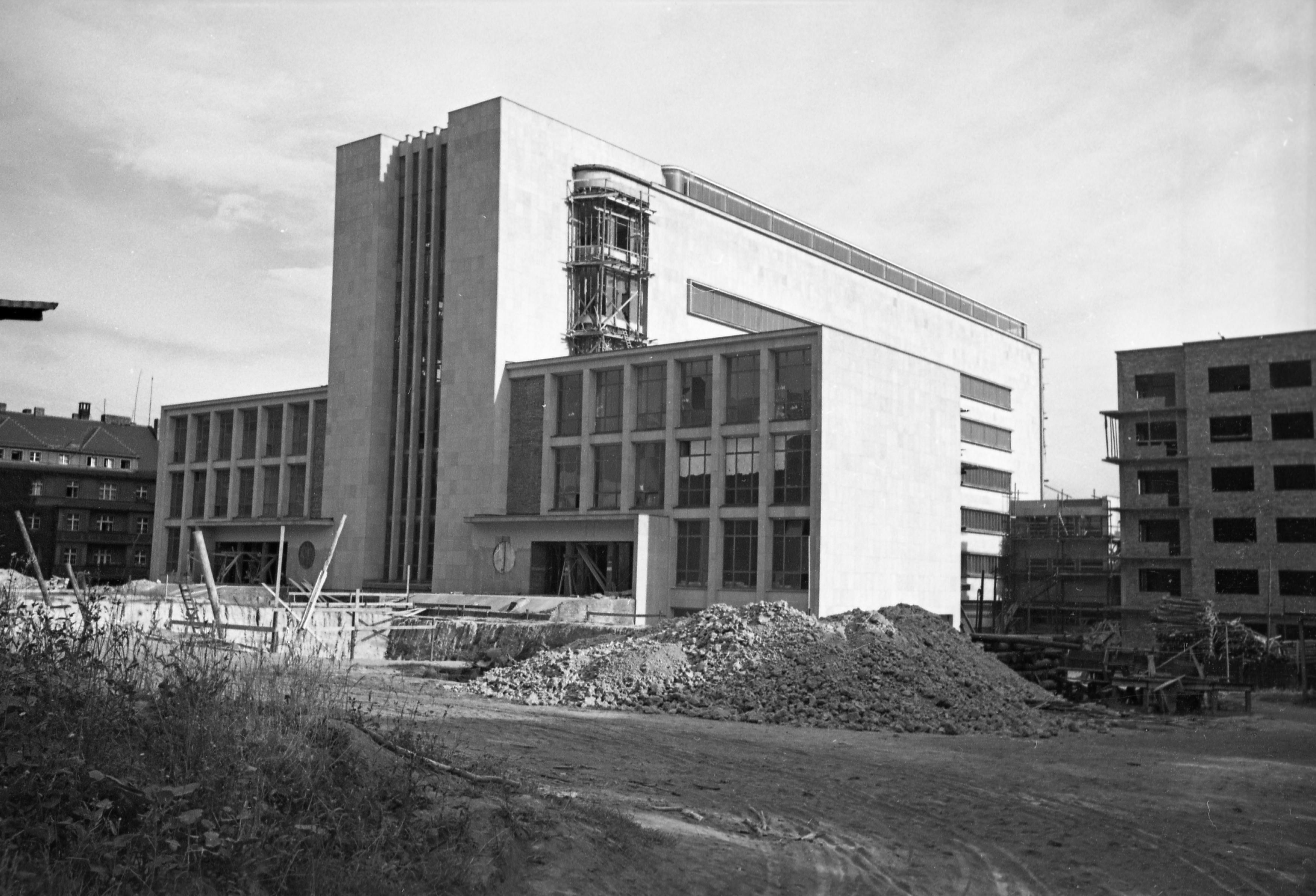
L'edificio non più esistente del museo, distrutto dalla Wehrmacht come atto di affermazione del nuovo potere sulla città, del Museo della Slesia, nella zona dell'attuale edificio in ul. Henryka Dąbrowskiego 23 a Katowice

Il Museo della Slesia (in polacco: Muzeum Śląskie) è un museo storico ed artistico di Katowice, in Polonia.
Il museo fu fondato nel 1929 dal Sejm (parlamento) della Slesia, quando la regione si stava riprendendo dal periodo delle rivolte della Slesia, volte a far annettere la regione alla neocostituita repubblica di Polonia nata dopo la prima guerra mondiale. Nel periodo tra le guerre mondiali, il Museo della Slesia di Katowice era uno dei più grandi musei della Polonia. Nel periodo dell'occupazione tedesco-nazista, tuttavia, la collezione a fu portata a Bytom e l'edificio fu demolito nel 1940. Nel 1984 il museo fu ripristinato nell'ex Grand Hotel. Nel 2015 è stata aperta una nuova sede sul sito dell'ex miniera di carbone di Katowice fondata da Carl Lazarus Henckel von Donnersmarck che include vecchi edifici esistenti, ma lo spazio espositivo principale è sotterraneo in quella che era la miniera.
Nella sede principale è presente una sezione con quadri e sculture del XIX e XX secolo (inclusi artisti non professionisti), una sezione di arte sacra e una sezione dedicata alla storia della regione storica della Slesia e in particolare agli avvenimenti del XX secolo (Plebiscito dell'Alta Slesia, Seconda guerra mondiale).